# TMEO
TMEO és una revista d'historietes basca, de periodicitat bimestral, publicada a Vitòria per Ezten Kultur Taldea, que es va fundar el 1987 i segueix activa en l'actualitat. El nom és un joc de paraules amb la clàssica revista d'historietes TBO i el verb mear (pixar, orinar, en castellà); al logotip de la revista s'il·lustra aquesta mateixa idea. La revista es caracteritza tant per la seua afició per l'humor escatològic com per l'acidesa de les seues sàtires polítiques.

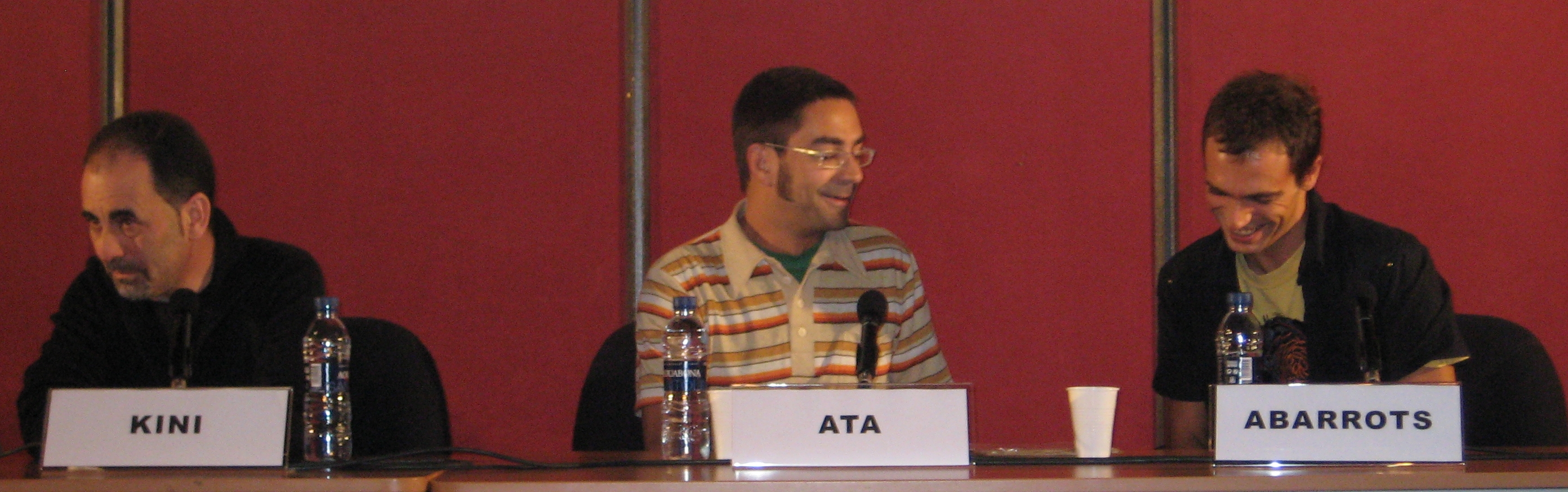
Kini, Ata i Abarrots debaten sobre el TMEO l'any 2007

Va nàixer com a resultat de la reunió d'un grup d'autors que col·laboraven en dos fanzines desapareguts: Hamelín, de Pamplona, i Octopus, de Vitòria. És en l'actualitat la revista de còmics de major difusió a Euskadi. Entre els seus col·laboradors, bascos en la seua majoria, destaquen Luis Durán, Mauro Entrialgo, Álvarez Rabo, Bernardo Vergara, Mikel Valverde, Alvarortega, Ernesto Murillo, Santi Orue, Ata, Roger Pelàez, Piñata, Abarrots, Tamayo, Larry, Roger o Manolito Rastamán. Alguns d'ells han col·laborat també en altres revistes de major difusió, com El Jueves o la desapareguda El Víbora.
En dues ocasions ha guanyat el premi al millor fanzine en el Saló del Còmic de Barcelona (1990 i 2001). El 1989 va obtenir el mateix premi al Saló del Còmic de Grenoble.

## Taula de sèries habituals i d'autors
| Anys         | Números  | Títol                                | Autor           | Altres dades   |
| ------------ | -------- | ------------------------------------ | --------------- | -------------- |
| 1987-present | 0-actual | Herminio Bolaextra                   | Mauro Entrialgo | També a Makoki |
| 1987-2008    | 1-99     | Toni Bolinga                         | Nono Cadáver    |                |
| 1988         |          | Cómo...                              | Álvarez Rabo    |                |
| 1991         |          | Los Galindos                         | Alvarortega     |                |
| 1992         |          | Kojón Prieto y los Huajalotes        | Jokin           |                |
|              |          | Javi Cabrero                         | Gol             |                |
|              |          | Doctor Espárrago                     | Ata             |                |
|              |          | Antolín                              | Santi Orue      |                |
|              |          | Capitán Parrús                       | Cubo            |                |
|              |          | Sarmiento, empleado del ayuntamiento | Carmelo Manresa |                |
|              |          | Pocho Mondo                          | Tamayo          |                |
|              |          | Tifus                                | Piñata          |                |
| 1996-        |          | Los Vallekurros                      | Javierre        |                |
| 2000-        |          | El Maestro                           | Furillo         |                |
| 2002-2009    | -106     | Los Euskalorros                      | Abarrots        |                |
|              |          | Domingo Mecaso                       | Roger           |                |
| 2007-        | 94-      | El Listo                             | Xavier Àgueda   |                |
| 11-12/2007-  | 96-      | Johnny Sarro                         | El Diek         |                |
| 2008-        | 101-     | Las mallas parlantes                 | Mery Cuesta     |                |
| 2009         |          | C-3-Pe-Do                            | Kalitos         |                |
| 2009         |          | El jevi satánico disléxico           | Galais          |                |
|              |          | Ibon Marley                          | M460            |                |
| 2013-        | 120-     | Claudia Forever Young                | Mamen Moreu     |                |